# Scena din grădina Roundhay

Scena din grădina Roundhay (în engleză Roundhay Garden Scene) este numele sub care este cunoscută o secvență de 2,11 secunde considerată practic cel mai vechi film din istoria cinematografiei (scurt-metraj) dar și prima peliculă cu socri. Filmul a fost realizat în 1888 de inventatorul francez Louis Aimé Augustin Le Prince. Scena are 12 cadre pe secundă. Acest film a intrat în Guinness Book of Records (Cartea Recordurilor) catalogat fiind ca cel mai vechi film din lume.

## Despre film
Potrivit fiului lui Le Prince, Adolphe, pe strada Oakwood Grange lângă casa lui Joseph și a Sarei Whitley, în Marea Britanie, în Roundhay o suburbie a orașului Leeds la West Yorkshire, pe 14 octombrie 1888 a fost filmat Roundhay Garden Scene. Personajele sunt Adolphe Le Prince, Sarah Whitley, Joseph Whitley și Harriet Hartley. Actorii sunt fiul, domnișoara Harriet și socrii regizorului adică Louise Le Prince.
Sarah este cea care merge lângă Joseph, omul căruia îi "zboară" cozile cămășii tocmai în spatele cadrului. Adolphe este cel care merge grăbit în față (cel îmbrăcat în negru din fața cadrului). Harriet este cea care, când Adolphe a ajuns la ea, îl urmează pe acesta și apoi tot grupul iese din cadru în ultimele două sutimi de secundă.

## Decese misterioase
La 6 zile după turnarea filmului, soacra sa, Sarah Whitley a murit. Pe 16 septembrie 1890, când se ducea să-și breveteze invenția la Londra și când trebuia să se ducă apoi la New York pentru a fi aplaudat, Louis Le Prince a dispărut fără urma, în timpul unei călătorii între Dijon si Paris. În 1902, fiul său, Adolphe, a fost împușcat la New York.

## Renașterea filmului
În 1930 la Muzeul național de științe din Londra (NSM) au fost făcute copii ale părților rămase din secvența din 1888. Secvența a fost înregistrată de Eastman Kodak pe hârtie fotografică.